# Bernard McEveety
Pour les articles homonymes, voir McEveety.
Bernard McEveety, né le 13 mai 1924 à la Nouvelle-Rochelle (New York) et mort le 2 février 2004 à Encino (Los Angeles), est un réalisateur et producteur américain.

## Biographie
Il est le frère des réalisateurs Vincent McEveety et Joseph L. McEveety.

## Filmographie
- 1964-1965 : Rawhide
- 1967-1975 : Gunsmoke